# Jesús de Monasterio
Jesús de Monasterio y Agüeros (Potes (Cantabrie), 21 mars 1836 - Casar de Periedo (Cabezón de la Sal - Cantabrie), 28 septembre 1903) est un violoniste et compositeur espagnol. Un des deux conservatoires de Santander, Cantabrie porte son nom (l'autre porte le nom de Ataúlfo Argenta).

## Biographie
À côté de Pablo de Sarasate, il est un des plus importants représentants de l'école violonistique espagnole. Après ses premières études, il est allé au Conservatoire royal de Bruxelles pour étudier auprès de Bériot. Puis il a entrepris une brillante carrière de virtuose en Europe avant de revenir s'installer en Espagne pour enseigner et animer la vie musicale. À Madrid il a été: directeur du Conservatoire National de Musique, musicien de la Chapelle royale de Madrid et académicien fondateur de la Section de Musique à la Real Academia de Bellas Artes de San Fernando. Comme enseignant, il a formé la majeure partie des violonistes espagnols actifs au début du XXe siècle.
Il a participé au courant musical espagnol appelé alhambrismo qui faisait la synthèse entre la musique populaire et une musique néo-arabe. Son action a été fondamentale pour l'introduction des œuvres de Wagner dans la vie musicale espagnole. Il a été un des plus importants diffuseurs de la musique de chambre. Avec le pianiste Juan María Guelbenzu, il a fondé en 1863 la Sociedad de cuartetos de Madrid. En 1866, avec Barbieri et Gaztambide, il a fondé la Sociedad de Conciertos de Madrid, orchestre essentiel pour la musique en Espagne, avec lequel il s'est consacré à la promotion de la musique symphonique allemande, et spécialement des symphonies de Ludwig van Beethoven.

## Enseignement
Dans ses dernières années, il a consacré tout son temps à l'enseignement de la musique, jetant les bases de l'école de violon espagnole. En 1887, il a créé au Conservatoire de Madrid la classe de Perfectionnement de Violon et de Musique Instrumentale de Chambre, en laissant sa place dans la classe de violon. À cette classe n'avaient accès que les élèves qui avaient obtenu des premiers ou seconds prix de violon dans les concours publics de l'École de Musique, les lauréats des concours des autres pays, ou ceux qui réussissaient à l'examen de sélection pour entrer dans cette classe. Dans la liste de ceux qui ont suivi cette classe, on peut citer Manuel Pérez, Manuel Pardo, Julio Casares, Juan Antonio Espino, Pedro Urrutia, Eduardo Fernández Murrió, Francisco Torres, Teodoro Ballo, Enrique Fernández Arbós, Andrés Goñi, Julia Rogel, Andrés Gaos o Julio Francés, parmi les violonistes, ou Juan Ruiz Casaux et Pablo Casals, parmi les violoncellistes.

## Principales compositions
Comme compositeur, il a écrit des œuvres destinées fondamentalement au violon. Parmi celles-ci:
- Fantasía original española (1853), pour violon et orchestre.
- Adiós a la Alhambra (1855), pour violon et piano, appartenant au mouvement alhambriste, pièce de virtuosité violonistique pour les salons, avec une belle ligne mélodique. Il en a tiré également une version orchestrale.
- Grande Fantaisie Nationale (1855), pour violon et orchestre.
- Concerto en si mineur pour violon et orchestre (1859; 2e version en 1880), œuvre écrite avec une bonne technique (violonistique surtout, car l'orchestre tient un rôle secondaire), avec une structure similaire à celle du Concerto pour violon de Mendelssohn et qui est le seul concerto pour violon écrit en Espagne à cette époque, et également dans tout le siècle. Il est dans la ligne des concertos romantiques de violon que composaient les grands virtuoses de ce temps, comme Henri Vieuxtemps ou Henryk Wieniawski, avec une partie de violon soliste d'une grande virtuosité.
- Marcha fúnebre y triunfal (1864).
- Scherzo fantástico, composé à Madrid en novembre 1865, corrigé à Potes en septembre 1866, et créé le 15 mars 1868 par la Sociedad de Conciertos de Madrid, sous la direction de Barbieri. Selon la Revista y Gaceta Musical (23 mars 1868), le Scherzo «a produit une vive sensation dans le public, qui a fait bisser la pièce, réclamant l'auteur par des applaudissements nourris et prolongés» et pour Peña y Goñi, «il a toute la saveur d'une pièce classique imprégnée d'une saveur moderne, car il faut dire, à l'honneur de cet artiste, qu'il ne connaît aucun exclusivisme esthétique et qu'il adore la beauté où qu'il puisse la trouver».
- Mélodie pour orchestre (1872).
- Mélodie pour violon ou violoncelle et piano (1874), dédiée à son ami Victor de Mirecki.
- Estudio de concierto en si bémol (1875), pour harpe, hautbois, clarinette, trompette et orchestre à cordes.
- Sierra Morena (1877), pour violon et orchestre.
- Veinte estudios artísticos de concierto, pour lesquelles, le 21 octobre 1878, il reçoit, à l'Exposition universelle de 1878 de Paris, la Médaille d'argent dans la catégorie "Organisation et matériel d'enseignement supérieur".
- Andantino expresivo (1881), pour orchestre à cordes.
- Andante religioso, pour orchestre à cordes.